# Juxtlahuaca-barlang
A Juxtlahuaca-barlang Mexikó déli részén, Guerrero szövetségi államban található. Olyan archeológiai lelőhely, ahol az olmék ikonográfiával kapcsolatos sziklarajzok találhatók. A szintén Guerrero államban található Oxtotitláni-barlanggal együtt Mezoamerika fejlett festészeti tevékenységének ez idáig ismert legkorábbi példái. A mezoamerikai kultúrában ezek az egyedüli, mély barlangokban található sziklarajzok, amelyekre nincs példa a maja civilizáció területén. A Juxtlahuaca-barlang az olmékok központi területétől néhány száz kilométerre található délnyugatra.

## A barlang

A Juxtlahuaca-barlang 1. sz. barlangrajzáról készült vázlat

A Juxtlahuaca-barlang Guerrero állam fővárosától, Chilpancingo de los Bravótól 52 km-re délkeletre található, Quechultenango község területén, Mexikó egyik nemzeti parkjában. A barlangrendszer nagyjából 5 km hosszú. A mexikói szpeleológusok egyik kedvelt célpontja. Három olyan expedíció ismeretes, melynek során sikerült elérni a barlang végére: az egyik az „El Chico”, amit helybéliek szerveztek 1975-ben, a másik kettőt pedig Eduardo Llamosa Neumann kutató vezette 1990-ben ill. 1995-ben. A hely a nagyközönség számára nyitott, de csak csoportosan látogatható vezető kíséretével, kivéve az Achakalli-barlangot, ahol biztonsági okokból korlátozták a turisták belépését.
Azok a festmények, amelyek híressé tették a helyet, nagyjából egy kilométerrel a földfelszín alatt találhatóak. Elérésük meglehetősen nehéz, közel két órát kell gyalogolni. Az odavezető úton egyes szakaszokat félig eláraszt a beszivárgó víz.

## A barlangrajzok

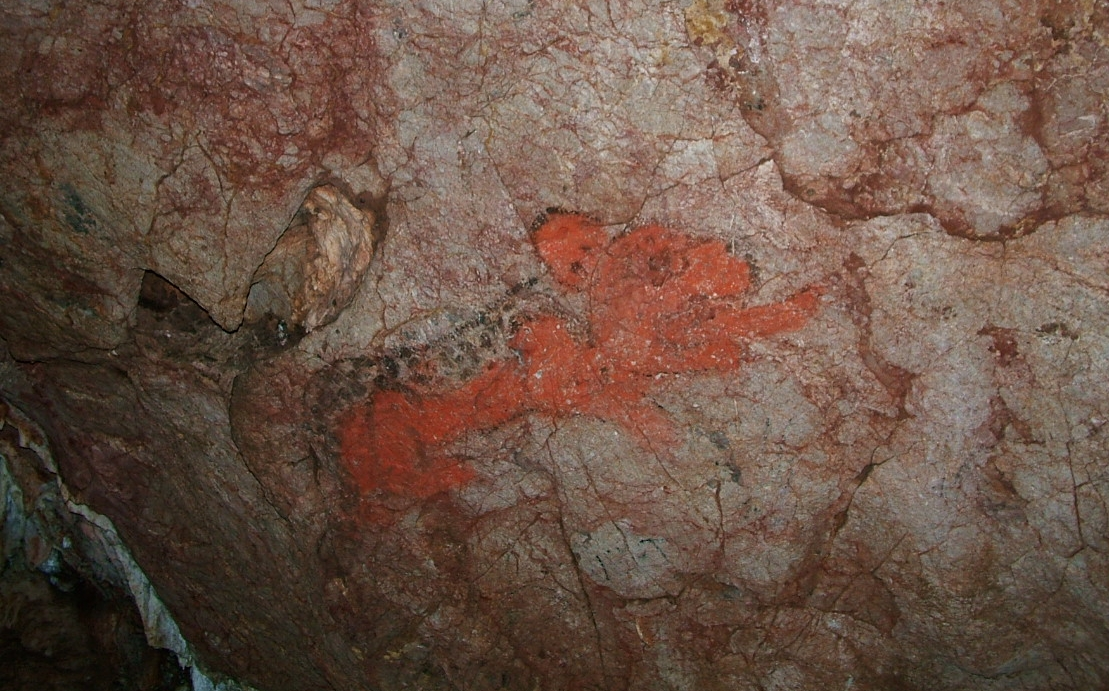
A vörös jaguár

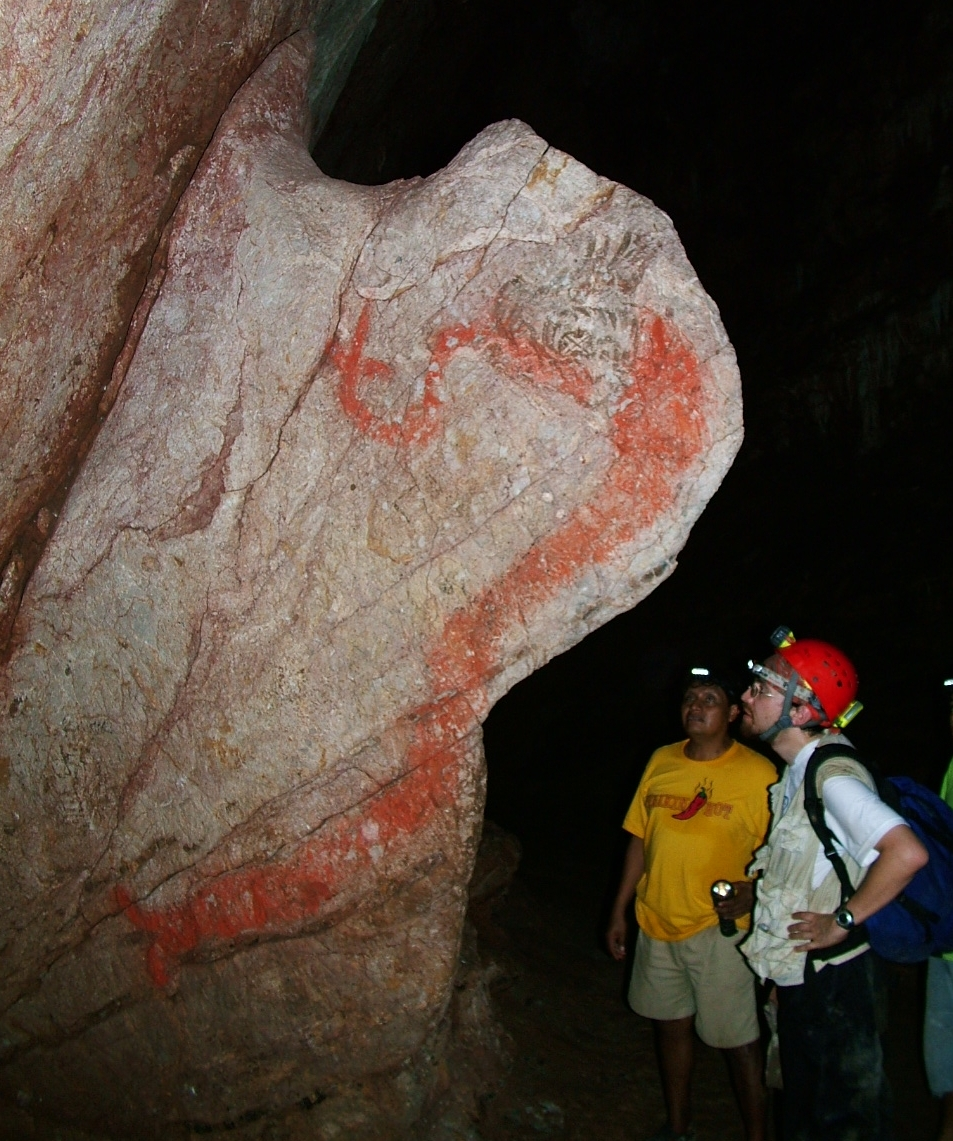
A tollaskígyó

A Juxtlahuaca-barlang legismertebb barlangrajza, az 1. számú festmény egy embert ábrázol, aki hosszú, fekete köpenyt, csíkos tunikát és szépen kidolgozott fejdíszt visel. Karját és lábszárát jaguár préme fedi és látható a róla lelógó jaguárfarok is. A személy egyik kezében háromágú szigonyt, másikban kígyóhoz hasonló tárgyat tart. Vele szemben egy kisebb léptékben ábrázolt figura kuporog, az említett két tárgy pedig felé irányul. A kép két méter magas és egyike annak a kevés olmék ikonográfiának, amelyek egy ember másik ember feletti dominanciáját ábrázolják. Egyes kutatók úgy vélik, hogy a kép egy emberáldozat jelenete.
Juxtlahuacában az olmék vallás egyik fontos jelképének, a mezoamerikai kultúrákban igen elterjedt tollaskígyónak az ábrázolása is fellelhető. Az itt található barlangrajzon vörös színű és zöld tollakat visel, egy szintén vörös jaguár közelében, melynek nagy füle és szeme joviális megjelenést kölcsönöz. Ezt a rajzot egy sztalagmiton találták meg, úgy vélik, hogy egy szertartást ábrázol.
A barlangot első ízben az 1920-as években említik. 1958-ban Guerrero állam kormányzója Andrés Ortega Casarrubiast bízta meg az első ásatások vezetésével. Az első professzionális kutatásokra az 1960-as években került sor, ezeket a Princetoni Egyetem tudósa, Gillett Griffin és Carlo T. E. Gay olasz üzletember vezette. Michael D. Coe számításai a barlangrajzok keletkezését Mezoamerika történetének preklasszikus periódusára helyezik (i.e 1200-400).
Jelenlegi ismereteink szerint a Juxtlahuaca-barlang egyetlen nagyobb emberi településhez sem köthető az adott korban. Elhelyezkedése számos megoldatlan kérdést vet fel, különösen abban a tekintetben, hogy Guerrero egyéb helységeivel milyen szerepet játszott az olmék kultúra fejlődésében. Sokáig úgy gondolták, hogy az olmékok olyan etnikai csoportot képeztek, mely csak az olmék központi területet népesítette be, ám ahogy a Mezoamerika történelmére vonatkozó ismeretek bővültek, úgy egyes szerzők arra a feltételezésre jutottak, hogy az, amit olmék kultúrának hívunk, nem egyetlen nép, hanem az adott kor mezoamerikai népcsoportjainak a gyümölcse. A barlang sok, Mezoamerika különböző helyein fellelt olmék stílusú ábrázoláson fontos elemet képez. A Mexikói-öböl környékén található La Venta-i oltárokon barlangokból előbukkanó személyek láthatóak. A barlang motívum a Morelos-völgyben Guerrerótól északra lévő chalcatzingói romokon is megjelenik.

## Fordítás
- Ez a szócikk részben vagy egészben  a   Grutas_de_Juxtlahuaca című spanyol Wikipédia-szócikk ezen változatának fordításán alapul.  Az eredeti cikk szerkesztőit annak laptörténete sorolja fel. Ez a jelzés csupán a megfogalmazás eredetét és a szerzői jogokat jelzi, nem szolgál a cikkben szereplő információk forrásmegjelöléseként.

## Kapcsolódó spanyol nyelvű szócikkek
- Período preclásico mesoamericano
- Teopantecuanitlán
- Chalcatzingo